# Лернер, Мария
Мария Лернер (урождённая Ма́рьем Рабино́вич; 1860, Кишинёв или Бердичев — 1927, Берлин) — еврейская писательница, драматург. Первая женщина-драматург в еврейской литературе. Писала на идише.

## Биография
После окончания профессиональной школы для девочек в Кишинёве в 1877 году вышла замуж за драматурга и антрепренёра еврейского театра Осипа Михайловича Лернера и переехала с ним в Одессу, где они долгое время жили в нужде. В 1880-е годы придерживалась палестинофильских воззрений. Под влиянием мужа в начале 1880-х годов начала публиковать рассказы и позднее пьесы в периодических изданиях на идише. Её рассказ «Ахейм» (домой) вошёл в антологию приверженцев Ховевей Цион «Дер векер» (будильник), изданную в Одессе в 1887 году. В 1888 году её рассказы были изданы в приложении к газете «Юдишес фолксблат» в Санкт-Петербурге, а пьеса «Ди агунэ» (брошенная жена) вошла во второй сборник издаваемого писателем Мордхе Спектором в Петербурге альманаха «Хойзфрайнд» (домашний друг, стр. 27—78), в 1908 году она вышла отдельным изданием в варшавском издательстве «Юдише бинэ» (еврейская сцена, 78 с.). Эта пьеса была впервые поставлена в 1881 году труппой Осипа Лернера в Мариинском театре в Одессе, став первой постановкой пьесы женщины-драматурга на этом языке, принесла ей широкую известность и вошла в репертуар еврейских театральных трупп разных стран, в том числе труппы Аврума Гольдфадена (прошла цензуру 9 декабря 1887 года). Семён Дубнов, однако, в своей рецензии в журнале «Восход» (№ 7, 1889) назвал её «полной клише мелодрамой». Полный английский перевод вошёл в сборник «Three Yiddish Plays by Women» (2021). В связи с введённым в 1883 году запретом использования еврейского языка в театральных постановках в России, пьесы «Брошенная жена» и «Клад» были переведены её мужем на немецкий язык для постановок еврейскими труппами на этом языке.
В еврейских театрах разных стран шли её пьесы «Ди хупэ ун ди левайе» (Свадебный балдахин и поминки), комедия в 4-х актах и шести картинках с допуском цензуры от 12 июля 1883 года; «Дер лайдендер» (страдалец), драма в 4-х актах и семи сценах (печать цензора от 10 мая 1883 года); «Дер штрафной», драма в 4-х актах и семи картинках по мотивам произведений А. Рабиновича (цензура от 11 апреля 1883 года); «Дер шмалцгруб» (клад), комедия в 5-ти актах (цензура 11 апреля 1883 года). После принятия её мужем христианства последовала с детьми вслед за ним. С 1905 года жила с дочерьми в Германии, потом некоторое время после Первой мировой войны в Канаде и до 1923 года с семьёй младшей дочери в Америке. По некоторым источникам, собиралась возвратиться к сыну в СССР, но умерла в 1927 году в Берлине.

## Семья
- Муж — Осип Михайлович (Иосиф Иегуда, Иосиф-Лейб) Лернер[англ.] (1849, Бердичев — 1907, Одесса), писатель на идише и иврите, антрепренёр театра на идише и руководитель одесской театральной «труппы Лернера».
  - Сын — Николай Осипович Лернер, литературовед-пушкинист.
  - Дочери — Вера Лернер (28 июля 1879, Одесса[9] — ?), певица; Тина (Валентина) Лернер (1889—?), пианистка и музыкальный педагог (была замужем за дирижёром Владимиром Шавичем).